# Tutti insieme compatibilmente
Tutti insieme compatibilmente è stato un programma televisivo domenicale pomeridiano della Rai scritto e condotto da Nanni Loy, trasmesso su Rai 2 dal 20 gennaio al 27 aprile 1980.
Con ospiti in studio presi fra la gente comune, il talk show consisteva in filmati d'epoca, un gioco a quiz con spettatori da casa su brani cinematografici, dei video musicali del momento, nonché una retrospettiva di candid camera americane e britanniche,  e - novità della trasmissione - la candid camera "in diretta" ed itinerante, da diverse località italiane. La formula necessitò in seguito di un chiarimento, a causa delle crescenti critiche, trattandosi quindi di registrazioni in esterna, con la messa in onda previo il nulla osta delle "vittime". L'autore riservava ad ogni puntata l'inserto di una candid camera non estemporanea e di qualità superiore.

Ospite fisso della trasmissione il comico Giorgio Bracardi, nel ruolo di un canuto Professor Marcellini, nostalgico monarchico e reazionario, ferocemente caustico con la situazione italiana, in antitesi con le idee risapute del conduttore.